# 金冕
金冕（1451年—？），字文用，雲南雲南中衛軍籍，直隸崑山縣人，明朝政治人物。

## 生平
雲南鄉試第十七名舉人。弘治三年（1490年）中式庚戌科會試第五十七名，二甲第十五名進士。歷官南京刑部员外郎，弘治十四年（1501年）三月升四川按察司佥事。

## 家族
曾祖金永昌；祖父金通；父金鋹，母丁氏。严侍下。兄金章，監察御史；弟金暠、金昆。